# Hooker River
Der Hooker River ist ein Fluss im Mackenzie District der Region Canterbury auf der Südinsel von Neuseeland.

## Geographie
Der Hooker River findet seinen Anfang am südöstlichen Ende des Mueller Lake, dem See, in dem der Mueller Glacier in den Southern Alps/Kā Tiritiri o te Moana entwässert. Zwischen dem südlichen Ende der Bergkette der Kirikirikatata / Mount Cook Range und der Siedlung Aoraki/Mount Cook fließt der rund 6 km lange Fluss in südöstliche Richtung und mündet rechtsseitig in den Tasman River.